# The Shins
Gli Shins sono una band indie pop/indie rock statunitense, i cui attuali membri sono James Mercer (chitarra e voce), Mark Watrous (chitarra), Yuuki Matthews (basso), Nick Telling (armonica e metallofono) e Joe Plummer (percussioni).

## Storia
Il gruppo nasce ad Albuquerque, nel Nuovo Messico, come progetto marginale della band lo-fi Flake, di cui Mercer faceva parte, ma ha attualmente sede principalmente a Portland, nell'Oregon. Il loro sound è generalmente associato ai generi indie pop e indie rock, in particolare alla corrente degli stessi che ne interpreta le sfumature più melodiche e vicine al tradizionale folk statunitense, interpretazione peraltro comune ad altri artisti sotto contratto Sub Pop, quali il cantautore Samuel Beam – noto con il nome d'arte di Iron & Wine – e la band Red Red Meat.
Il loro brano più noto è New Slang, presente nella colonna sonora del film La mia vita a Garden State, prima opera da regista del noto attore Zach Braff, conosciuto principalmente per il suo ruolo nel telefilm Scrubs. Lo stesso brano, primo dei due singoli estratti dall'album Oh, Inverted World del 2001, è inoltre presente nella compilation Sub Pop 300, pubblicata come supplemento del numero di agosto 2008 della rivista musicale britannica Mojo.
I membri della band sono inoltre noti per aver partecipato ad una puntata della quarta stagione del telefilm Una mamma per amica nel corso della quale interpretano in un locale di Miami il singolo So Says I.
La canzone Simple Song estratta dall'album del 2012 è stata utilizzata come colonna sonora del telefilm How I Met Your Mother nell'ultimo episodio dell'ottava stagione.
Inoltre la canzone A Comet Appears è stata utilizzata come colonna sonora nel finale della prima puntata della serie tv Chuck.

## Discografia

### Album in studio
- 1997 – When You Land Here It's Time to Return (come Flake Music)
- 2001 – Oh, Inverted World
- 2003 – Chutes Too Narrow
- 2007 – Wincing the Night Away
- 2012 – Port of Morrow
- 2017 – Heartworms

### EP
- 1999 – Nature Bears a Vacuum

### Singoli
- 2000 – When I Goose-Step
- 2001 – New Slang
- 2001 – Know Your Onion! (Sub Pop Records)
- 2003 – So Says I (Sub Pop Records)
- 2004 – Fighting in a Sack
- 2007 – Phantom Limb
- 2012 – Simple Song